# Andreas Schönbächler
Andreas «Sonny» Schönbächler (* 24. April 1966 in Zug) ist ein ehemaliger Schweizer Freestyle-Skispringer und Olympiasieger. Er war auf die Disziplin Aerials (Springen) spezialisiert.

## Biografie
In Albertville bei den Olympischen Winterspielen 1992 war Freestyle-Skiing erstmals eine olympische Sportart. Die Disziplin Springen wurde jedoch zum zweiten Mal als Demonstrationswettbewerb durchgeführt. Schönbächler nahm an diesem Wettkampf teil und wurde 15. und somit Zweitletzter. 
Als Springen 1994 bei den Olympischen Winterspielen in Lillehammer erstmals als olympische Disziplin aufgenommen wurde, konnte er sich gegen den großen Favoriten Philippe Laroche durchsetzen und die Goldmedaille gewinnen. Nach Laroche folgten auch auf den Plätzen drei bis sieben ausschliesslich Nordamerikaner. Im Freestyle-Skiing-Weltcup waren zwei zweite Ränge Schönbächlers beste Platzierungen.

## Erfolge

### Olympische Spiele
- Calgary 1988: 6. Aerials (Demonstrationswettbewerb)
- Albertville 1992: 15. Aerials (Demonstrationswettbewerb)
- Lillehammer 1994: 1. Aerials

### Weltmeisterschaften
- Tignes 1986: 10. Aerials
- Calgary 1988: 6. Aerials
- Oberjoch 1989: 16. Aerials

### Weltcupwertungen
| Saison  | Gesamt | Gesamt | Aerials | Aerials |
| Saison  | Platz  | Punkte | Platz   | Punkte  |
| ------- | ------ | ------ | ------- | ------- |
| 1984    | 88.    | 2      | 43.     | 10      |
| 1984/85 | 62.    | 7      | 23.     | 42      |
| 1985/86 | 39.    | 15     | 11.     | 90      |
| 1986/87 | 24.    | 20     | 7.      | 120     |
| 1987/88 | 24.    | 19     | 7.      | 133     |
| 1988/89 | 19.    | 21     | 6.      | 125     |
| 1989/90 | 51.    | 11     | 20.     | 68      |
| 1990/91 | 117.   | 1      | 43.     | 13      |
| 1991/92 | 29.    | 15     | 11.     | 120     |
| 1992/93 | 79.    | 22     | 27.     | 132     |
| 1993/94 | 21.    | 70     | 8.      | 556     |

### Weltcup
- 7 Podestplätze

### Weitere Erfolge
- 2 Aerials-Medaillen bei Internationalen Jugendmeisterschaften (Bronze und Silber 1983)